# Бродовская синагога

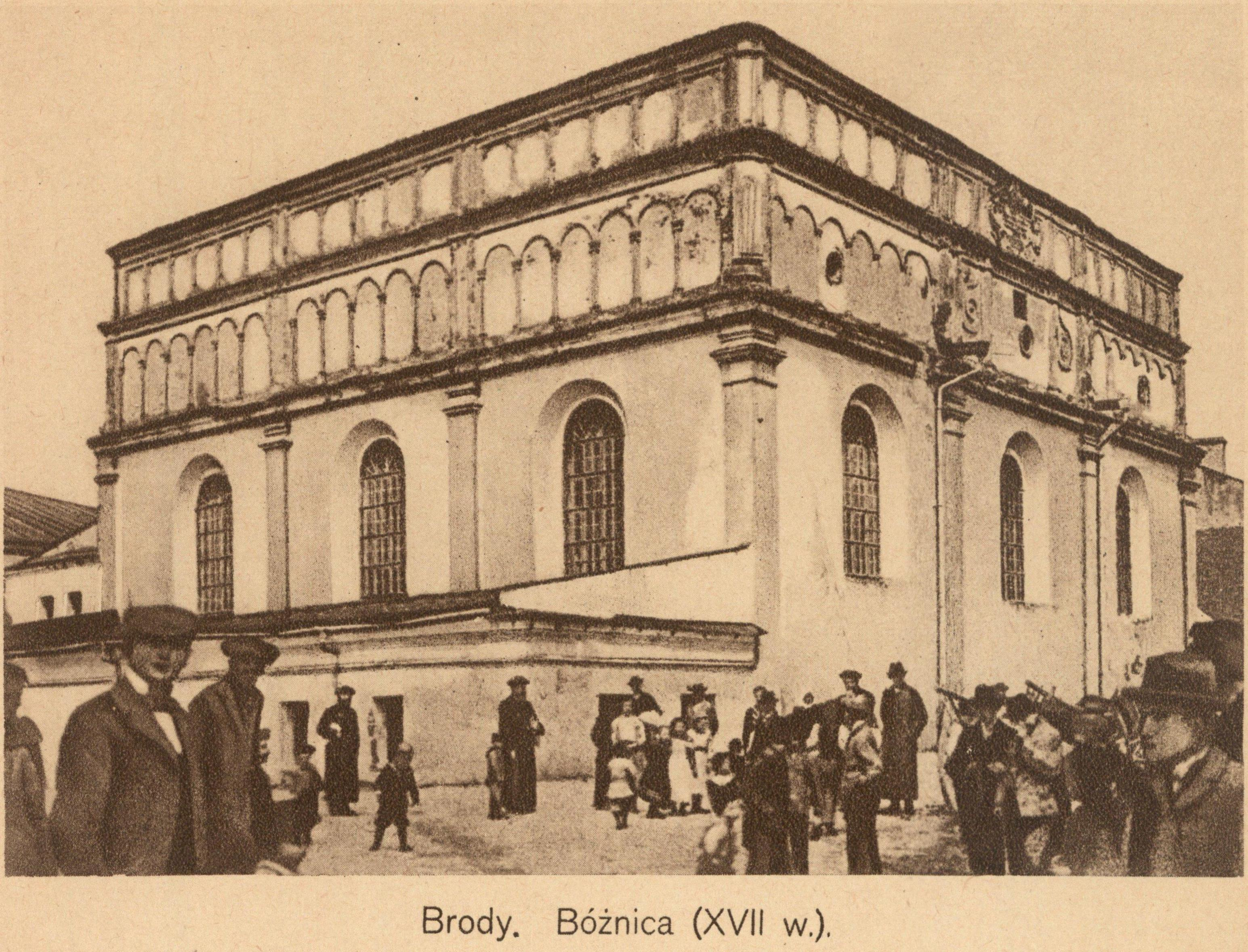
Синагога в Бродах, 1900 год.

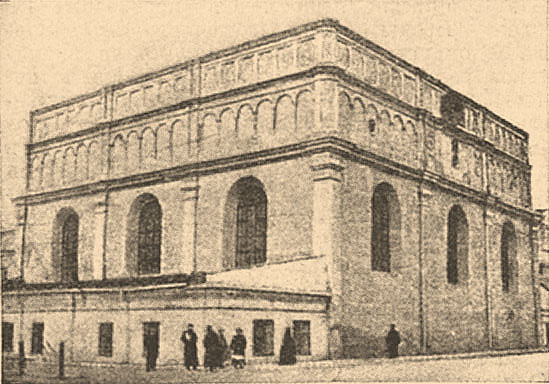
Старая синагога (с фотографии), Иллюстрация из Еврейской энциклопедии Брокгауза и Ефрона, 1906 — 1913 годы.

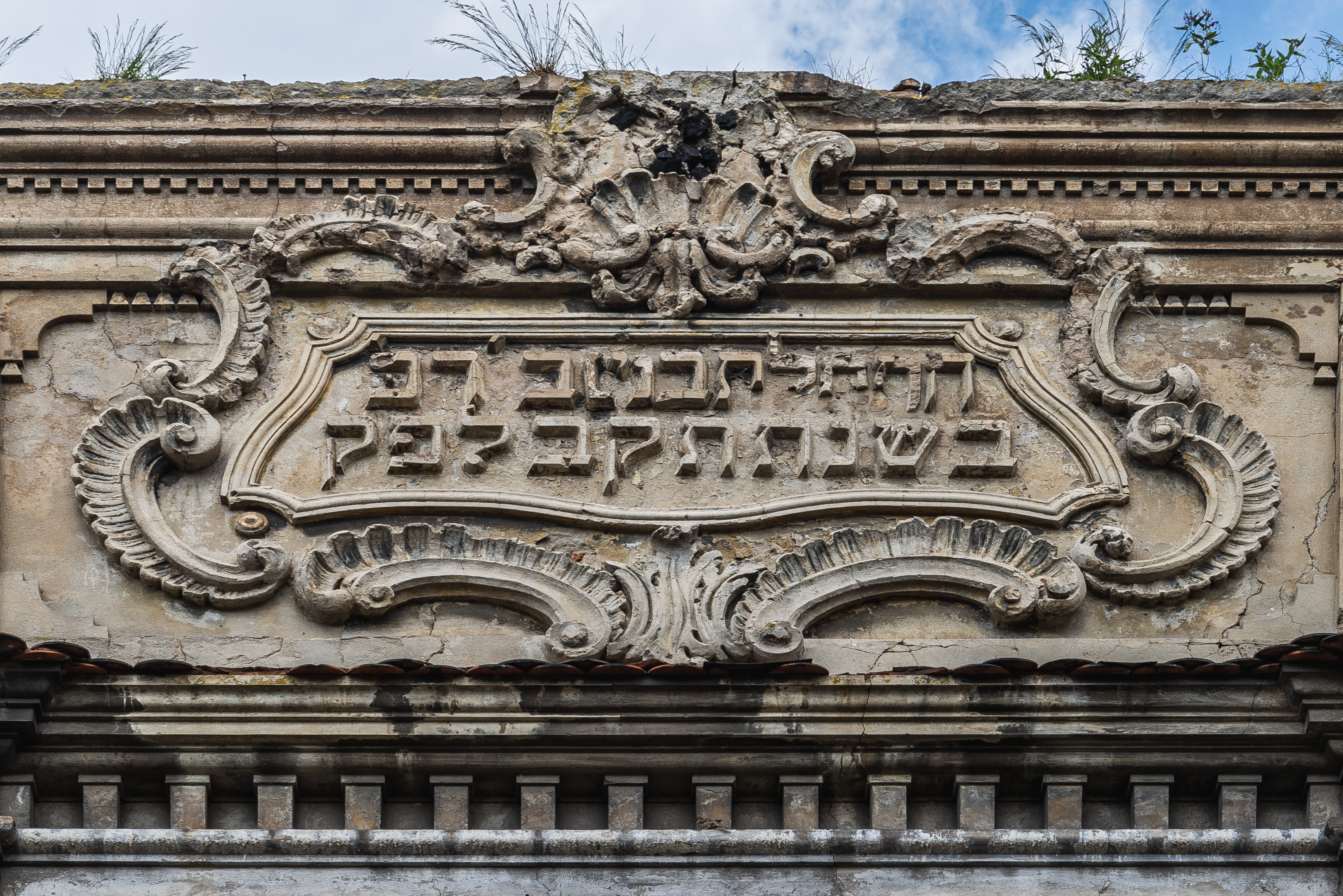
Аттик синагоги.

Большая бродовская синагога, Старая Бродовская синагога — бывшая синагога в городе Броды на Львовщине в Галиции. 
Каменное здание, возведенное в XVIII веке. Сейчас находится в аварийном состоянии. Синагога имеет статус памятника архитектуры национального значения под охранным № 403. В бродской синагоге произносил проповеди, отличавшийся особым миссионерским рвением, луцкий и брестский епископ Ф. А. Кобельский. Новая Бродовская синагога была заложена в 60-х годах XVIII столетия (хранившаяся здесь большая еврейская библиотека — 28 000 книг — погибла во время частых пожаров).

## Расположение
Синагога расположена на юго-западе от площади Рынок, на современной улице Гончарной.

## История
Первые упоминания о деревянной синагоге в Бродах Львовской земли, Русского воеводства относятся к концу XVI века. Каменная синагога построена на месте деревянной, которая сгорела когда Б. Хмельницкий двинулся, в 1648 году, на Броды, евреи нашли убежище в укреплённом замке, а город был сожжён казаками, причем поляки и евреи замок отстояли. Строительство было начато в 1742 году (была построена в начале XVIII столетия), о чём свидетельствует надпись на восточной стороне аттика, также об этом говорится в описании синагог Золочевского округа Австро-Венгрии от 1826 года. Краеугольный камень под «Большую» синагогу заложил Ицхак Горовиц, сын Якова Горовица из Болехова, а средства на её постройку дал Яков Ицкович, сын Ицхака Крукивера. В 1777 году синагогу отреставрировали. С историей Большой Бродовской синагоги связано немало легенд и преданий (про основателя хасидизма Баала Шем Това, еврейского чудотворца и раввина Шулима и других). В мае 1859 года синагога стала жертвой большого пожара, который уничтожил большую часть Бродов. В начале XX века проводились ремонтные работы, о чём свидетельствует надпись (1903 год) на северо-западной стороне пристройки сооружения. В годы Второй мировой войны (Великой отечественной) были потеряны южная и северная пристройки.
В середине 1960-х годов в УССР проведен ремонт здания, помещения синагоги приспособили под склад. Из-за постоянного протекания крыши здание перестали использовать, что привело к быстрому разрушению. В 1991 году местная власть под руководством Дмитрия Чобота пыталась провести реставрацию сооружения, чтобы открыть в нём картинную галерею. Однако замысел не был воплощен. Большинство горожан тогда считало, что именно Дмитрий Чобот украл средства, которые евреи со всего мира собрали на реставрацию. Тем более, что дядя Чобота в 1960-е годы также собрал немалые средства на синагогу и потом всем рассказывал, что их украли у него в трамвае во Львове. Теперь памятник находится в аварийном состоянии и разрушается под воздействием природных явлений и бездействии местной власти.

## Состояние на начало XXI века
Синагога сейчас находится в упадке. Потерянные северная и южная пристройки здания. Летом 1988 года обвалилась западная стена, начиная с 2006 года систематически начали рушиться своды.